# Gabin de Rome
Gabin de Rome (Salone, IIIe siècle - Rome, 296) est un chrétien dalmate, père de sainte Suzanne de Rome et frère du pape Caïus, mort en martyr lors de la persécution de Dioclétien et vénéré comme saint par l'Église catholique et l'Église orthodoxe. Il est fêté le 19 février.

## Biographie
Originaire de Dalmatie, il naît au milieu du IIIe siècle dans une famille chrétienne noble liée à l'empereur Dioclétien. 
Après son veuvage, il devient prêtre et parcourt la ville de Rome pour encourager et instruire les chrétiens. En 283, son frère Caïus est élu pape ; Gabin en profite pour aider son frère dans son apostolat.
En 293, Dioclétien donne sa fille Valeria en mariage à Galère et en fait son César. D'après l'hagiographie, Valeria meurt et l'empereur Diocétien veut que sa parente Suzanne, fille de Gabin, devienne la nouvelle épouse de Galère(ce qui ne correspond pas à la réalité historique puisque Valéria décède en 311, donc après la mort de Gabin, Suzanne et Caïus). Suzanne refuse le mariage et d'abandonner le christianisme ; elle est martyrisée en 295. Gabin est arrêté et enfermé pour avoir porté atteinte à la religion officielle et à l'empereur. Après six mois, il est condamné à mort et décapité le 19 février 296. Il est enterré dans les catacombes de Saint-Sébastien, ses restes sont transportés, ainsi que ceux de sa fille et de son frère dans l'église Santa Susanna alle Terme di Diocleziano.